# Dryopteris austroindica
Dryopteris austroindica är en träjonväxtart som beskrevs av Fraser-jenk. Dryopteris austroindica ingår i släktet Dryopteris och familjen Dryopteridaceae. Inga underarter finns listade.